# Higham Ferrers
Higham Ferrers è un comune e parrocchia civile dell'Inghilterra, appartenente alla contea del Northamptonshire.